# Карлінг Бассетт-Сегусо
Карлінг Бассетт-Сегусо (англ. Carling Kathrin Bassett-Seguso, нар. 9 жовтня 1967) — колишня канадська професійна тенісистка.
Здобула два одиночні та два парні титули  туру WTA.
Найвищу одиночну позицію світового рейтингу — 8 місце досягла 4 березня 1985, парну — 51 місце — 19 січня 1987 року.
Завершила кар'єру 1988 року.

## Фінали турнірів WTA

### Одиночний розряд: 6 (2 титули, 4 поразки)
| Перемога — Легенда            |
| ----------------------------- |
| Турніри Великого шолома (0–0) |
| Турніри WTA Tour (0–0)        |
| Virginia Slims (2–4)          |

| Титули за покриттям |
| ------------------- |
| Тверде (0–2)        |
| Трава (0–0)         |
| Ґрунт (1–1)         |
| Килим (1–1)         |

| Результат | Ранг | Дата             | Турнір                       | Покриття  | Опонент        | Рахунок            |
| --------- | ---- | ---------------- | ---------------------------- | --------- | -------------- | ------------------ |
| Перемога  | 1.   | 14 лютого 1983   | Hershey                      | Килим (I) | Сенді Коллінз  | 2–6, 6–0, 6–4      |
| Поразка   | 1.   | 28 лютого 1983   | Palm Springs                 | Тверде    | Івонн Вермак   | 3–6, 5–7           |
| Поразка   | 2.   | 11 квітня 1983   | Amelia Island Championships  | Ґрунт     | Кріс Еверт     | 3–6, 6–2, 5–7      |
| Поразка   | 3.   | 7 листопада 1983 | Ginny Championships 1983     | Килим (I) | Кетлін Горват  | 6–4, 2–6, 6–7(1–7) |
| Поразка   | 4.   | 8 жовтня 1984    | Eckerd Open                  | Тверде    | Мішелл Торрес  | 1–6, 6–7(4–7)      |
| Перемога  | 2.   | 18 травня 1987   | Internationaux de Strasbourg | Ґрунт     | Сандра Чеккіні | 6–3, 6–4           |

### Парний розряд: 3 (2 титули, 1 поразка)
| Перемога — Легенда            |
| ----------------------------- |
| Турніри Великого шолома (0–0) |
| Турніри WTA Tour (0–0)        |
| Virginia Slims (2–1)          |

| Титули за покриттям |
| ------------------- |
| Тверде (2–0)        |
| Трава (0–0)         |
| Ґрунт (0–1)         |
| Килим (0–0)         |

| Результат | Ранг | Дата             | Турнір                      | Покриття | Партнер           | Опоненти                         | Рахунок       |
| --------- | ---- | ---------------- | --------------------------- | -------- | ----------------- | -------------------------------- | ------------- |
| Перемога  | 1.   | 8 жовтня 1984    | Eckerd Open                 | Тверде   | Елізабет Смайлі   | Мері-Лу Деніелс Wendy White      | 6–4, 6–3      |
| Поразка   | 1.   | 15 квітня 1985   | Amelia Island Championships | Ґрунт    | Кріс Еверт        | Розалін Феербенк Гана Мандлікова | 1–6, 6–2, 2–6 |
| Перемога  | 2.   | 4 листопада 1985 | Tampa                       | Тверде   | Габріела Сабатіні | Ліса Бондер Лаура Аррая          | 6–0, 6–0      |

## Виступи в одиночних турнірах Великого шолома
| Турнір                                 | 1982  | 1983  | 1984  | 1985  | 1986  | 1987  | 1988  | 1989  | 1990  | П-У    |
| -------------------------------------- | ----- | ----- | ----- | ----- | ----- | ----- | ----- | ----- | ----- | ------ |
| Відкритий чемпіонат Австралії з тенісу |       | ЧФ    | 1р    |       | NH    | 2р    |       |       |       | 0 / 3  |
| Відкритий чемпіонат Франції з тенісу   |       | 1р    | ЧФ    | 2р    | ЧФ    | 3р    | 1р    |       |       | 0 / 6  |
| Вімблдонський турнір                   |       | 2р    | 3р    | 2р    | 2р    | 1р    | 1р    |       |       | 0 / 6  |
| Відкритий чемпіонат США з тенісу       |       | 3р    | ПФ    | 2р    | 1р    | 2р    | 3р    | 1р    |       | 0 / 7  |
| SR                                     | 0 / 0 | 0 / 4 | 0 / 4 | 0 / 3 | 0 / 3 | 0 / 4 | 0 / 3 | 0 / 1 | 0 / 0 | 0 / 22 |
| Загальна статистика                    |       |       |       |       |       |       |       |       |       |        |
| Рейтинг на кінець року                 | 95    | 20    | 11    | 15    | 20    | 31    | 147   | 158   | 157   |        |